# Weert Televisie
Weert Televisie (WTV) was tot eind 2014 een lokaal commercieel televisiestation voor de Nederlandse gemeenten Weert en Nederweert.

## Programma's
- Weert journaal (kabelkrant)
- Consumenten-informatie
- In Bedrijf
- Made in Weert